# Рувенак
Рувена́к (фр. Rouvenac) — колишній муніципалітет у Франції, у регіоні Окситанія, департамент Од. Населення — 212 осіб (2011).
Муніципалітет був розташований на відстані близько 660 км на південь від Парижа, 160 км на південний захід від Монпельє, 35 км на південний захід від Каркассонна.

## Історія
До 2015 року муніципалітет перебував у складі регіону Лангедок-Русійон. Від 1 січня 2016 року належав до нового об'єднаного регіону Окситанія.
1 січня 2019 року Рувенак і Фа було об'єднано в новий муніципалітет Валь-дю-Фабі.

## Демографія
Динаміка населення (INSEE ):
Розподіл населення за віком та статтю (2006):
| Стать | Всього | До 15 років | 15-24 | 25-44 | 45-64 | 65-85 | Понад 85 |
| --- | ------ | ----------- | ----- | ----- | ----- | ----- | -------- |
| Чоловіки | 76     | 8           | 8     | 28    | 28    | 4     | 0        |
| Жінки | 108    | 16          | 8     | 12    | 36    | 32    | 4        |
| \| Статево-вікова піраміда \| Статево-вікова піраміда \| Статево-вікова піраміда \| \| ----------------------- \| ----------------------- \| ----------------------- \| \| Чоловіки \| Вік \| Жінки \| \| 0 \| 85 + \| 4 \| \| 0 \| 80-84 \| 16 \| \| 0 \| 75-79 \| 0 \| \| 0 \| 70-74 \| 4 \| \| 4 \| 65-69 \| 12 \| \| 8 \| 60-64 \| 4 \| \| 4 \| 55-59 \| 4 \| \| 12 \| 50-54 \| 16 \| \| 4 \| 45-49 \| 12 \| \| 8 \| 40-44 \| 0 \| \| 16 \| 35-39 \| 8 \| \| 4 \| 30-34 \| 4 \| \| 0 \| 25-29 \| 0 \| \| 0 \| 20-24 \| 0 \| \| 8 \| 15-20 \| 8 \| \| 4 \| 10-14 \| 8 \| \| 0 \| 5-9 \| 8 \| \| 4 \| 0-4 \| 0 \| |        |             |       |       |       |       |          |
| Статево-вікова піраміда |        |             |       |       |       |       |          |
| Чоловіки | Вік    | Жінки       |       |       |       |       |          |
| 0 | 85 +   | 4           |       |       |       |       |          |
| 0 | 80-84  | 16          |       |       |       |       |          |
| 0 | 75-79  | 0           |       |       |       |       |          |
| 0 | 70-74  | 4           |       |       |       |       |          |
| 4 | 65-69  | 12          |       |       |       |       |          |
| 8 | 60-64  | 4           |       |       |       |       |          |
| 4 | 55-59  | 4           |       |       |       |       |          |
| 12 | 50-54  | 16          |       |       |       |       |          |
| 4 | 45-49  | 12          |       |       |       |       |          |
| 8 | 40-44  | 0           |       |       |       |       |          |
| 16 | 35-39  | 8           |       |       |       |       |          |
| 4 | 30-34  | 4           |       |       |       |       |          |
| 0 | 25-29  | 0           |       |       |       |       |          |
| 0 | 20-24  | 0           |       |       |       |       |          |
| 8 | 15-20  | 8           |       |       |       |       |          |
| 4 | 10-14  | 8           |       |       |       |       |          |
| 0 | 5-9    | 8           |       |       |       |       |          |
| 4 | 0-4    | 0           |       |       |       |       |          |

## Економіка
2010 року серед 126 осіб працездатного віку (15—64 років) 77 були активними, 49 — неактивними (показник активності 61,1%, у 1999 році було 68,6%). З 77 активних мешканців працювала 61 особа (35 чоловіків та 26 жінок), безробітними було 16 (5 чоловіків та 11 жінок). Серед 49 неактивних 10 осіб було учнями чи студентами, 26 — пенсіонерами, 13 були неактивними з інших причин.

У 2010 році в муніципалітеті числилось 93 оподатковані домогосподарства, у яких проживали 202,0 особи, медіана доходів виносила 11 854,5 євро на одного особоспоживача